# Les Nouveaux Déviants

Les Nouveaux Déviants est une anthologie de 17 nouvelles d'horreur et de fantastique, publiée en 2024 chez l'éditeur  Au diable vauvert  (ISBN 979-10-307-0679-6).

## Liste des nouvelles
- Morgane Caussarieu, Préface (pages 11 à 16)
- Antoine Chainas, Aspiratio (pages 17 à 32)
- Charlotte Bourlard, Détail des circonstances (pages 33 à 42))
- Violaine de Charnage, Adopte un Ténia (pages 43 à 52)
- Christophe Carpentier, Le Baptême (pages 53 à 68)
- Raphaël Eymery et Mary Geli, Autopsie d'un dragon filiforme (pages 69 à 90)
- Mathilde-Marie de Malfilatre, Le Soleil noir au milieu des planètes (pages 91 à 100)
- Sarah Buschmann, Une famille (pages 101 à 118)
- Christophe Stébert, Deux miracle à Mertvecgorod (pages 119 à 138)
- Vincent Tassy, Je suis venue vous dire que je suis morte (pages 139 à 164)
- Justine Niogret, Ce qui reste de nos étreintes (pages 165 à 176)
- Nicolas Martin, Un monument de chagrin (pages 177 à 208)
- Alexandra Dezzi, Gloria (pages 209 à 222)
- Morgane Caussarieu, Rasta Boy (pages 223 à 232)
- Simon Johannin, 13/11 (pages 233 à 242)
- Sébastien Gayraud, Les Cassettes abandonnées (pages 243 à 258)
- Luna Baruta, Variations sur l'effroi de l'enfantement (pages 259 à 274)
- Alex Jestaire, Sporco - une histoire du libéralisme (pages 275 à 310)

## Partie éditoriale
- Préface de Christophe Stébert : pages 7 à 10.
- Dictionnaire d'auteurs : pages 311 à 322.